# Villa (población)

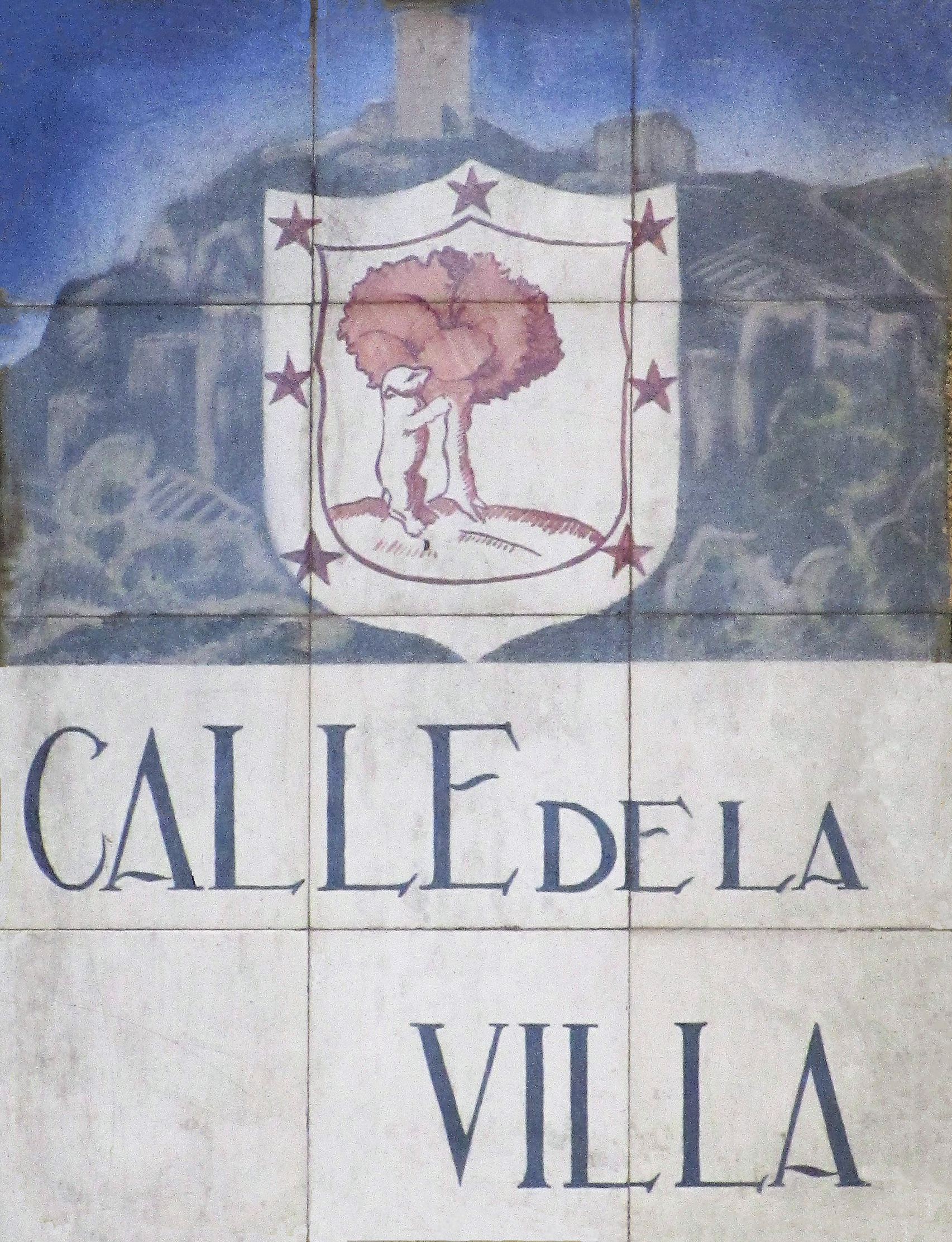
Calle dedicada a la villa de Madrid.

Una villa  es una población que ha recibido a lo largo de la historia ciertos reconocimientos explícitos y privilegios por parte de la autoridad reconocida (por ejemplo, el de celebrar ferias o mercados), y por razones diversas, aunque no siempre, no le ha sido concedido el título superior, el de ciudad. 
Existen documentos antiguos, sobre todo medievales y de la Edad Moderna, que categorizaron a una población como villa; en otros casos fue la costumbre popular por la importancia de un centro poblado dentro de su entorno. 

## Historia

### Época romana
En época romana una villa era un asentamiento rural formado por un edificio residencial principal y otra serie de edificios secundarios. Su origen es romano y entonces constituía el centro desde el que se administraba una explotación agrícola. Posteriormente ha perdido sus funciones agrícolas y ha reducido su actividad a la residencial.
Con la consolidación del latifundio durante el Imperio romano, la villa se convirtió en el centro de las grandes explotaciones agrícolas.
Se creó una distinción:
- Villas rústicas, desde donde se dirigía la explotación, residían los trabajadores esclavos, se guardaba el ganado y se almacenaba la producción.
- Villas urbanas, en las que residía el señor y que cada vez adoptaba las formas arquitectónicas y de embellecimiento propias de las mansiones urbanas.

Cuando a partir del siglo I la gran propiedad territorial se dividió entre el área directamente explotada por el señor y la cedida a colonos arrendatarios, las villas urbanas se convirtieron en los centros del poder administrativo de los señores, apareciendo las formas de vasallaje propias del feudalismo del siglo IV.

### Edad Media

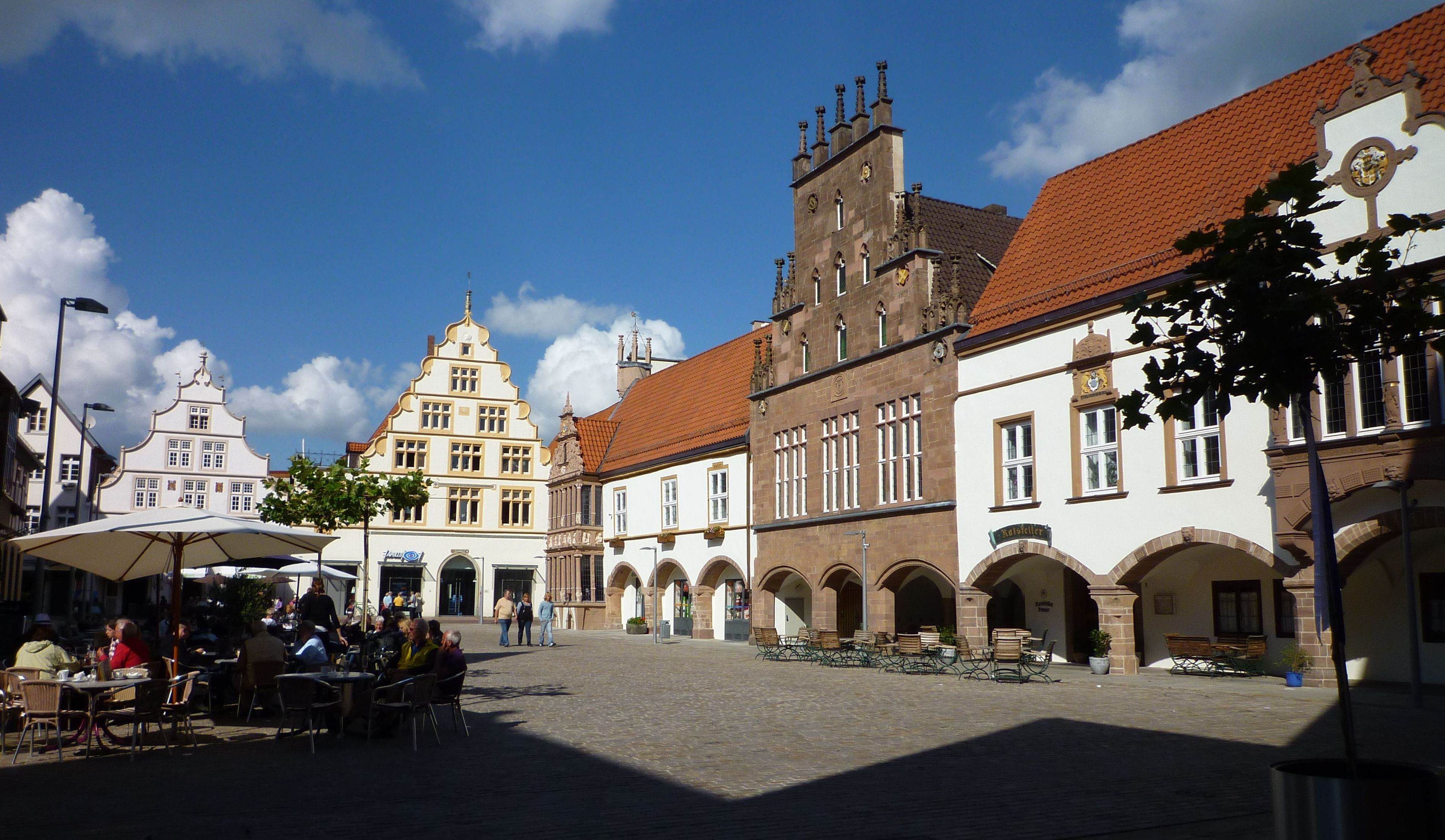
Lemgo, una antigua villa medieval en Alemania.

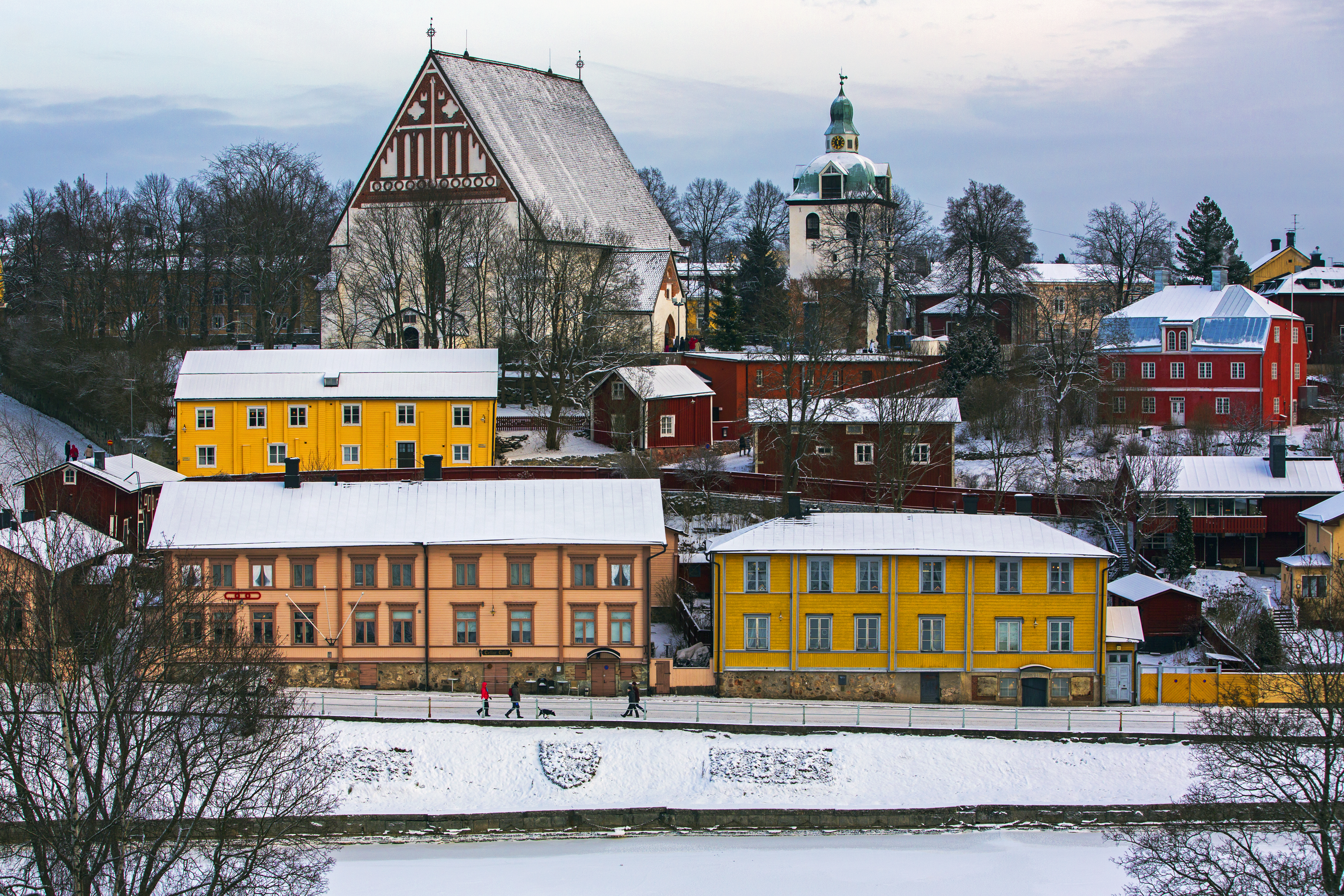
Porvoo, una antigua villa medieval en Finlandia.

En la Edad Media, aunque cada pueblo estaba formado por diversas villas, estas unidades de explotación rural pasaron a denominarse vicus o locus, y recibieron el nombre de villa las unidades de poblamiento que, a diferencia de una aldea o un lugar, no dependían de la población cabeza del municipio, por lo que también eran conocidas como villas exentas, disponiendo de jurisdicción civil y criminal.
La Villa tenía una serie de privilegios que la diferenciaba de la aldea o lugar; Cuerpo de regidores y justicias que gobiernan la villa. Con aspiraciones urbanas, dotado de un castillo o fortaleza y provista de una muralla o cerca en torno a la población, dotada de signos distintivos como el rollo. La villa y su concejo extendían su jurisdicción sobre un extenso territorio.
Durante el Antiguo Régimen la categoría de villa remite a un núcleo que gracias a la obtención del Privilegio de villazgo ha adquirido el derecho a que por medio de sus alcaldes se ejerza en él, y en los lugares que se le asignan, la jurisdicción civil y criminal.

## Características
Las características propias de cada villa han hecho que se las denominara a veces con adjetivos que complementaban esta categoría: villa cerrada si el núcleo de población se cerraba con una muralla a menudo formada por las mismas casas, con portales de acceso; villa franca si había sido una concesión real en zona de repoblación con una serie de privilegios, sobre todo comerciales. Prácticamente todas son de origen medieval. Típicamente, constituían una agrupación de población que contrastaba con la población rural, donde la población era dispersa o la unidad era el pueblo o la parroquia, notablemente más pequeño o sin núcleo agrupado, por lo cual pronto se produce una contraposición entre la villa y las personas que vivían fuera de la villa, es decir, en hábitat diseminado como los caseríos, o en agrupaciones alrededor de una iglesia parroquial, origen del pueblo (muchos pueblos, por pequeños que sean, conservan todavía el topónimo sagrera, que designaba el territorio sagrado de treinta pasos alrededor de la iglesia, fruto de la Paz y Tregua en que todo el mundo quedaba bajo protección eclesial).
En las villas se agrupaban a menudo los artesanos y los comerciantes estables. Así, las villas fueron cogiendo un carácter urbano, con una clase social que tenía oficios y formas de vida diferentes del habitual en el ámbito del campesinado, de forma que ya en la Baja Edad Media empezaron a suscitarse conflictos sociales entre los de la villa y los del campesinado. Las villas que con el paso del tiempo crecieron mucho en número de habitantes o adquirieron importancia por causas diversas, serían denominadas ciudad, para lo cual hacía falta, preceptivamente, el nombramiento de la máxima autoridad civil: el rey, casi siempre, o el presidente, en algunos casos. Tanto el título de villa como el de ciudad son títulos vigentes, que es posible todavía conceder hoy en día, siempre por la máxima autoridad política legal del país (rey o presidente). Se trata de una gracia concedida, a menudo como respuesta positiva a una petición de la población interesada. Actualmente, pero, es una práctica en desuso (más la del nombramiento de villa que la del nombramiento de ciudad), pero no del todo descartable, puesto que legalmente es posible, siempre como distinción honorífica, que hoy no comporta el menor asomo de privilegio real. Otro tema sería el de su interés o utilidad práctica (razón principal por la cual ha caído en desuso).
En la actualidad, el título de villa es generalmente puramente honorífico. Ninguna de las leyes municipales actualmente vigentes concede nada en especial a ningún municipio por el hecho de poder ostentar los títulos de villa o de ciudad. Una excepción la constituían las villas de Vizcaya, que, hasta la Ley 5/2015, de 25 de junio, de Derecho Civil Vasco, se consideraban territorio no aforado y por tanto, en ellas regía el Código Civil español, a diferencia del resto del territorio en el que regía el Fuero Civil de Vizcaya. Hoy en día, sin embargo, el derecho civil foral rige en todo el Territorio Histórico de Vizcaya.
En el ámbito de la organización administrativa, una villa es una población con un tamaño intermedio entre una aldea y una ciudad, dotado de una economía en la que el sector terciario comienza a tener cierta importancia.

## Villa en Portugal
Típicamente, en Portugal, las villas tienen entre 1000 y 10 000 habitantes, pero motivos históricos y fluctuaciones poblacionales han creado varias excepciones a esta regla. Actualmente, la creación de nuevas villas (elevadas de niveles inferiores) está definida por la ley n.º 11/82 del 2 de junio que, salvo cuando haya "importantes razones de naturaleza histórica, cultural y arquitectónica", establece que una población sólo puede elevarse a villa si tiene:
- Más de 2000 electores, en población continua.
- Por lo menos, la mitad de los siguientes equipamientos colectivos:
  - Puesto de asistencia médica.
  - Farmacia.
  - Casa del Pueblo, de los Pescadores, de espectáculos, centro cultural u otras colectividades.
  - Transportes públicos colectivos.
  - Oficina de correos.
  - Establecimientos comerciales y de hostelería.
  - Escuela de enseñanza obligatoria.
  - Agencia bancaria.

El estado de villa en heráldica se representa en la corona del blasón de armas con cuatro torres.
Varias ciudades y aldeas pueden contener en su topónimo la palabra "vila" y no tener ese estado (ejemplos: Vila Real, Vila Nova de Gaia), muchas veces al heredar el nombre de las villas rurales medievales, herederas de las villas romanas.

## Nomenclátores de España

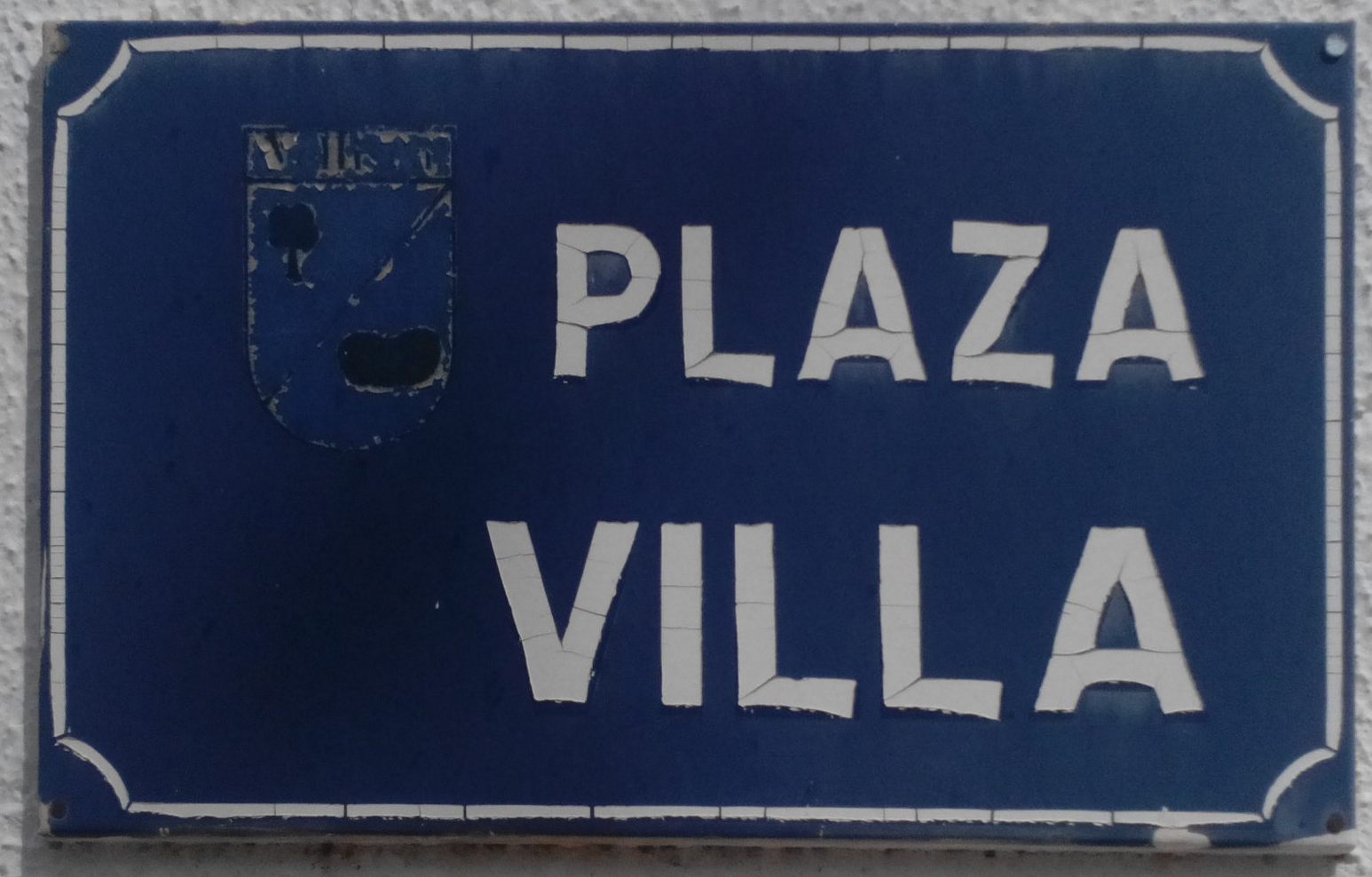
Plaza de la villa de Vellisca (Cuenca - España).

En los nomenclátores de España, villa es una de las categorías asignadas a las entidades singulares de población, entendida categoría como la «calificación otorgada o tradicionalmente reconocida» a las entidades.
Junto con la categoría de villa, las entidades mayores (en población), corresponden también a la categoría de ciudad. Ambas categorías corresponden, mayoritariamente, a entidades urbanas. La distinción entre ambas categorías se corresponde a criterios históricos. Así, según el DRAE, una de las acepciones de ciudad es:

4. Título de algunas poblaciones que gozaban de mayores preeminencias que las villas.
Diccionario de la lengua española de la Real Academia Española, 22ª edición.

Actualmente, la diferenciación entre ciudad y villa no guarda ninguna relación con el tamaño o importancia de la entidad ni existe una jerarquía entre ambas categorías. Por ejemplo, la villa de Madrid es la capital de España y supera en número de habitantes a la ciudad de Barcelona.